# Tsoi-Pede
O Tsoi-Pede (em checheno:  Цӏайн-пхьеда Tsayn-phyeda - “assentamento da divindade”), “cidade dos mortos” é uma estrutura funerária no alto desfiladeiro de Malkhistsky. Uma das maiores necrópoles medievais do Cáucaso. Está localizado no distrito de Itum-Kalinsky, na confluência dos rios Chanty-Argun e Meshi-hi, nas proximidades da vila de Tsoi-Pede, na Chechênia. 

## Geografia
Localizado a 40 km a sudoeste da vila de Itum-Kali. O rio glacial Meshekhi deságua no rio Chanty-Argun, formando uma capa no cruzamento com Chanty-Argun, angulado de norte a sul, é absolutamente inacessível por três lados, e o quarto lado norte, formando um istmo estreito, encosta-se a rochas de pedra no pé da cordilheira Curels. Uma necrópole está localizada no território do cume, que constitui uma fortificação natural. 

## História
Vários pesquisadores chechenos sugerem que em Tsoi-pede às vezes havia um tipo de órgão representativo mais alto das tribos Nakh - Mehk-khel . O período em que as reuniões ocorreram neste acordo específico, os autores não especificam  . 

## Descrição
A cidade possui dois pilares de altar pagãos, suásticas protetoras, cruzes e espirais solares nas paredes, guardando a entrada da cidade dos mortos. Atrás deles estão espalhadas 42 criptas (Malch-Keshnash), cobertas com um telhado de ardósia, muitos têm nichos bastante profundos na frente do buraco. As criptas de Choi-Pede datam dos séculos XIV a XVIII. Uma torre de batalha (Kash bov) ergue-se acima das criptas, decorada com mosaicos: uma figura de um homem, provavelmente São Jorge, é colocada no fundo cinza da parede com pedras claras. Seus braços estão estendidos e as pernas estão separadas. 
Atrás do muro de barreira anexado à torre, houve uma vez, nos arredores do sul, dos quais, na extremidade, há uma segunda torre de batalha, que controlava a passagem para o desfiladeiro da Geórgia. Cerca de 46 objetos de patrimônio cultural de várias áreas de preservação estão localizados em Tsoi-Pede: 42 criptas, 2 santuários em forma de pilar e 2 torres de batalha. 

## Atualidade
Em março de 2013, a torre está em estado crítico. É necessário realizar operações de resgate de emergência  . Em janeiro de 2019, foi realizado um complexo de obras de restauração e restauração, a torre de vigia foi reconstruída, o objeto foi aberto para visitantes [carece de fontes?]. 

## Galeria

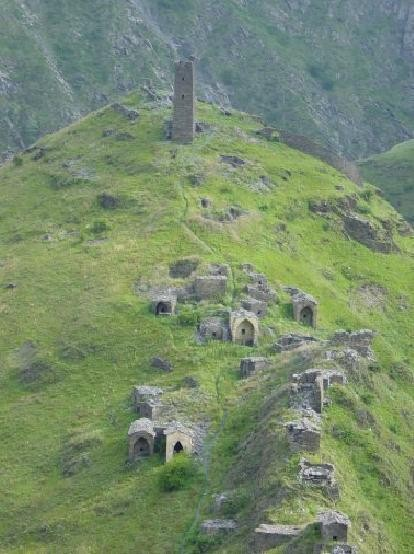
Vista superior
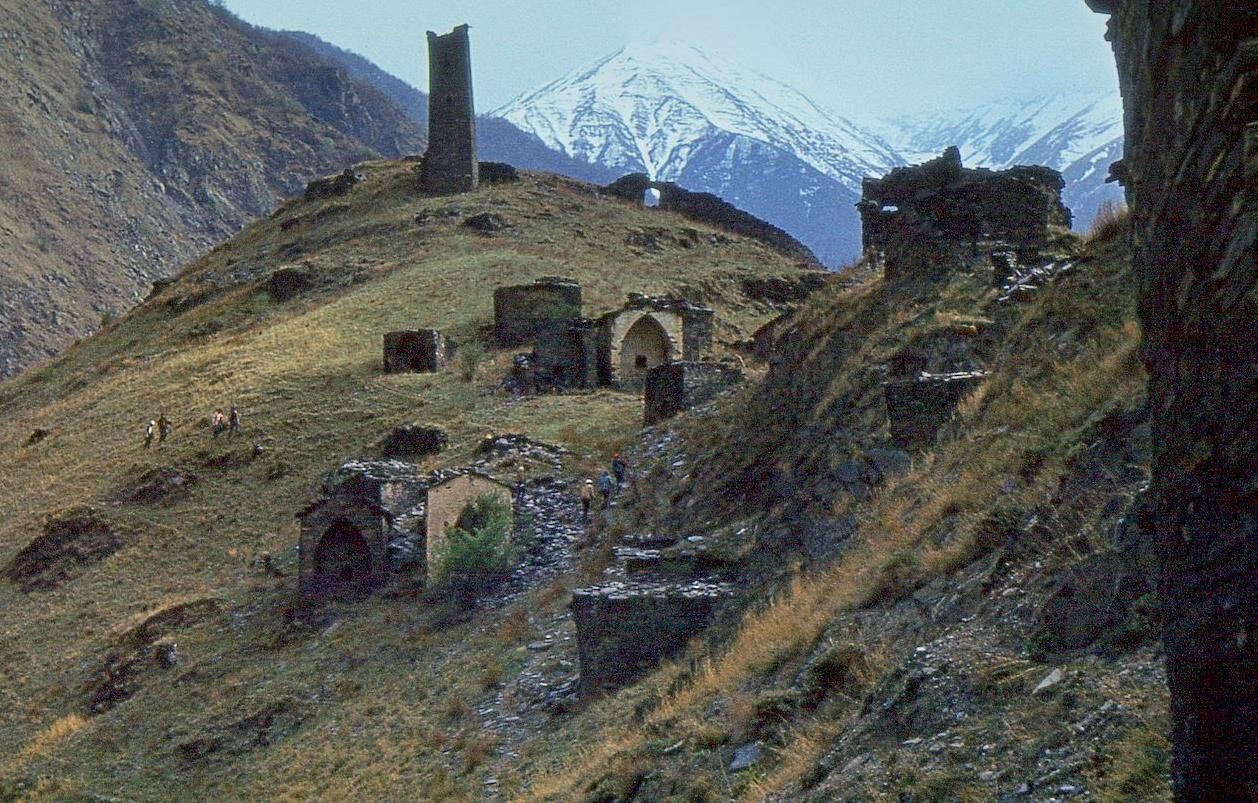
Outra vista
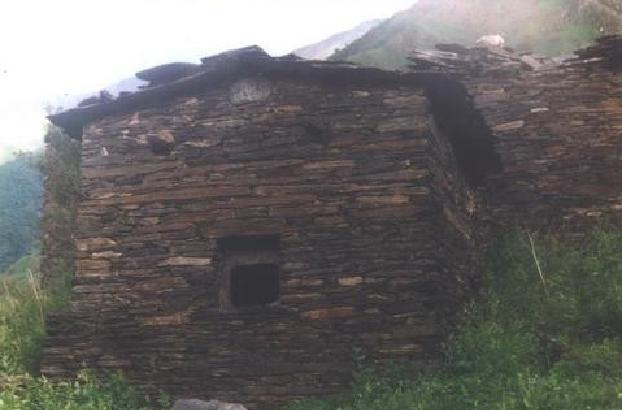
Cripta em Tsoi Pede